# 克洛里斯
在古希臘神話中，克洛里斯或克洛莉丝(Χλωρίς, Chlōrís) 這個名字在各種不同的情境中出現。有些明確指的是不同的角色；其他故事則可能指的是同一個克洛里斯。神話故事內，有四人的名字使用克洛里斯。
「克洛里斯」一詞源自希臘語  (chlōrós) ，意為「綠黃色的」、「蒼白的」、「慘白」或「新鮮」。

## 人物
- 克洛里斯（寧芙），是春天、花卉和自然女神。她嫁给阿涅摩伊的西風神則費羅斯 (Ζέφυρος, Zephyrus)，並生了三個孩子，分別是：Ampyx、Mopsus 和 Carpus。她在羅馬神話中的名字是佛洛拉（Flora）。

- 皮洛斯的克洛里斯 (Chloris of Pylos) ，是皮洛斯的國王涅萊烏斯的妻子。她是Nestor、Pero和Alastor的母亲。然而，有時並不清楚涅萊烏斯的妻子指的是她，還是下一列描述的克洛里斯。
- 底比斯的克洛里斯 (Chloris of Thebes) ，又被稱為梅里帛亞 (Meliboea)，是尼俄伯 (Niobe) 和安菲翁 (Amphion) 的十四個子女（又稱尼俄伯德斯）之一。她常常與上一列的克洛里斯混淆，後者是另一個安菲翁的女兒，成為了皮洛斯國王涅萊烏斯的妻子。是被阿尔忒弥斯和阿波罗杀死的尼俄伯家唯一的幸存者。她受到如此严酷考验的惊吓，改名为克洛莉丝（指苍白的人）。

- 克洛里斯，是歐刻梅諾斯 (Ὀρχομενός,Orchomenus) 的女兒。她嫁給了預言家安匹斯（厄拉特斯的兒子）並育有一子默普瑟斯 ，他也成為一位著名的預言家。